# Natsumi Kawano
Natsumi Kawano (川野夏美, Kawano Natsumi), née le 25 juillet 1980 à Tsukumi, est une chanteuse d'Enka.

## Discographie

### Singles
- 21 novembre 1998 – あばれ海峡 (Abare Kaikyō?)
- 21 novembre 1999 – 白いフェリーの船長さん (Shiroi Ferry no Senchō-san?)
- 24 mai 2000 – 博多っ娘純情 (Hakata no Musume Junjō?)
- 24 janvier 2001 – 出世太鼓 (Shusse Taiko?)
- 14 février 2002 – サヨナラ桟橋 (Sayonara Sanbashi?)
- 21 novembre 2002 – じょっぱり (Joppari?)
- 21 août 2003 – おんな大漁船 (Onna Daigyo-sen?)
- 1er avril 2004 – 夢割酒 (Yumewari-zake?)
- 21 mai 2004 – 紙のピアノ (Kami no Piano?)
- 25 novembre 2004 – 酔わせてヨコハマ／柳川わかれ (Yowasete Yokohama / Yanagawa Wakare?)
- 26 janvier 2005 – 夏椿 (Nastsu-tsubaki?)
- 24 août 2005 – Jongara Koi-uta (じょんがら恋唄?)
- 9 août 2006 – 港町恋唄 (Minato-machi Koi-uta?)
- 7 mars 2007 – 室戸岬 (Muroto-zaki?)
- 4 avril 2007 – さんきゅっきゅダンシング (Sankyukkyu Dancing?)
- 5 décembre 2007 – 利尻水道 (Rishiri Suidō?)
- 20 août 2008 – 夜桜しぐれ (Yo-zakura Shigure?)
- 3 juin 2009 – 倖せなみだ (Shiawase Namida?)
- 2 décembre 2009 – 江差恋唄 (Esashi Koi-uta?)
- 7 juillet 2010 – 霧雨海峡 (Kirisame Kaigyō?)
- 2 mars 2011 – 北海子守唄 (Hokkai-ko Mori-uta?)
- 2 novembre 2011 – 寒ぼたん (Kan-botan?)
- 8 août 2012 – 花はこべ (Hana Hakobe?)
- 3 octobre 2012 – みちのくしぐれ (Michi no Kushigure?)
- 6 mars 2013 – 女の空港 (Onna no Kūkō?)
- 6 novembre 2013 – 悲別～かなしべつ～ (Kanashibetsu?)
- 3 décembre 2014 – 雲母坂～きららざか～ (Kirarazaka?)

### Albums
- 6 septembre 1999 – 花のステージ (Hano no Stage?)
- 24 mai 2000 – 川野夏美ベスト12 (Kawano Natsumi Best 12?)
- 21 août 2002 – サヨナラ桟橋〜夏美の現在〜 (Sayonara Sanbashi ~Natsumi no Genzai~?)
- 25 novembre 2004 – 川野夏美ザ・ベスト (Kawano Natsumi The Best?)
- 6 septembre 2006 – 川野夏美・ベスト14 (Kawano Natsumi Best 14?)
- 6 juin 2007 – 艶歌・岬めぐり-室戸岬 (Tsuyauta, Misakimeguri - Murotozaki?)
- 4 novembre 2009 – 川野夏美全曲集　倖せなみだ/じょんがら恋唄 (Kawano Natsumi Zenkyoku-shū - Shiawase Namida / Jongara Koiuta?)
- 3 novembre 2010 – 川野夏美全曲集　霧雨海峡/江差恋唄 (Kawano Natsumi Zenkyoku-shū - Kirisame Kaigyō / Esashi Koiuta?)
- 7 novembre 2012 – 川野夏美全曲集　花はこべ/寒ぼたん (Kawano Natsumi Zenkyoku-shū - Hana Hakobe / Kan-botan?)
- 6 novembre 2013 – 川野夏美全曲集　悲別～かなしべつ～・女の空港 (Kawano Natsumi Zenkyoku-shū - Kanashibetsu, Onna no Kūkō?)
- 8 octobre 2014 – 川野夏美全曲集　悲別～かなしべつ～・紙のピアノ (Kawano Natsumi Zenkyoku-shū - Kanashibestu, Kami no Piano?)